# Oh Dal-su
Oh Dal-su (* 15. Juni 1968 in Daegu) ist ein südkoreanischer Schauspieler. Neben seinen Auftritten in Filmen und Serien spielt er auch in Theater-Aufführungen mit.

## Filmografie (Auswahl)

### Filme
- 2002: Bet on My Disco (해적 디스코왕 되다)
- 2003: Oldboy (올드보이)
- 2003: The Secret of Eel-fishing (호산 장어)
- 2003: If You Were Me (여섯개의 시선)
- 2004: The President’s Barber (효자동 이발사)
- 2004: Woman Is the Future of Man (여자는 남자의 미래다)
- 2005: Mapado (마파도)
- 2005: Crying Fist (주먹이 운다)
- 2005: A Bittersweet Life (달콤한 인생)
- 2005: Lady Vengeance (친절한 금자씨)
- 2006: A Bloody Aria (구타유발자들)
- 2006: The Host (괴물)
- 2006: Between Love and Hate (연애, 그 참을 수 없는 가벼움)
- 2006: Three Fellas
- 2006: Once in a Summer
- 2006: I’m a Cyborg, But That’s OK (싸이보그지만 괜찮아)
- 2007: Project Makeover (언니가 간다)
- 2007: Driving with My Wife’s Lover
- 2007: The Show Must Go On (우아한 세계)
- 2008: Baby and I (아기와 나)
- 2008: A Tale of Legendary Libido (가루지기)
- 2008: The Good, the Bad, the Weird (좋은 놈, 나쁜 놈, 이상한 놈)
- 2009: Durst (박쥐)
- 2011: Detective K: Im Auftrag des Königs
- 2012: Into the Sun – Kampf über den Wolken (R2B:리턴 투 베이스 R2B: Return to Base)
- 2012: The Thieves (도둑들)
- 2013: Miracle in Cell No. 7 (7번방의 선물 7-beon Bang-ui Seonmul)
- 2014: Ode to My Father (국제시장 Gukje Sijang)
- 2015: Detective K: Secret of the Lost Island (조선명탐정: 사라진 놉의 딸 Joseon Myeongtamjeong: Sarajin Nop-ui Ttal)
- 2015: Assassination
- 2015: Veteran (베테랑)
- 2016: Tunnel (터널)

## Fernsehserien
- 2006: Forbidden Quest (음란서생)
- 2012: Salamander Guru and The Shadows
- 2024: Squid Game (오징어 게임)